# Camille Wright
Camille Wright (Estados Unidos, 5 de marzo de 1955) es una nadadora estadounidense retirada especializada en pruebas de estilo libre, donde consiguió ser subcampeona olímpica en 1976 en los 100 metros.

## Carrera deportiva
En los Juegos Olímpicos de Montreal 1976 ganó la medalla de plata en los 4x100 metros estilos (nadando el largo de espalda), con un tiempo de 4:14.55 segundos, tras la República Democrática Alemana (oro) y por delante de Canadá (bronce), siendo sus compañeras de equipo: Shirley Babashoff, Linda Jezek y Lauri Siering.